# ديفيد دود
ديفيد دود (بالإنجليزية: David Dodd)‏ هو لاعب كرة قدم أسترالي، ولد في 1 فبراير 1985 في Southport, Queensland ‏ في أستراليا. لعب مع نادي بريزبان رور.

## وصلات خارجية
- ديفيد دود على موقع قاعدة بيانات كرة القدم.إي يو (الإنجليزية)